# Seznam slovenskih oper in operet
Seznam oper in operet slovenskih avtorjev, tako skladateljev kot piscev libretov. Lista še in dopolnjena.

## Seznam oper
| Leto    | Naslov             | Skladatelj      | Libreto                                  | Premiera      |
| ------- | ------------------ | --------------- | ---------------------------------------- | ------------- |
| 1890    | Teharski plemiči   | Benjamin Ipavec | Anton Funtek                             | 10. dec. 1892 |
| 1892    | Urh, grof celjski  | Viktor Parma    | Anton Funtek                             | 15. feb. 1895 |
| 1893-96 | Kres               | Fran Gerbič     | Fran Gerbič                              | -             |
| 1895    | Gorenjski slavček  | Anton Foerster  | Luiza Pesjak                             | 1895          |
| 1896    | Ksenija            | Viktor Parma    | Fran Goestl, Anton Funtek (izboljšal)    | 1897          |
| 1897    | Stara pesem        | Viktor Parma    | Guido Menasci, Ivan Cankar (poslovenil)  | 1898          |
| 1904    | Poslednja straža   | Risto Savin     | Richard Batka, Milan Pugelj (sl. prevod) | 19. mar. 1906 |
| 1912-13 | Nabor              | Fran Gerbič     | Hugo Viktor Gerbič                       | 22. okt. 1925 |
| 1918-19 | Zlatorog           | Viktor Parma    | R. Brauer, C. Golar (sl. prevod)         | 1921          |
| 1924-27 | Črne maske         | Marij Kogoj     | L. Andrejev, J. Vidmar (sl. prevod)      | 7. maj 1929   |
| 1939-43 | Veronika Deseniška | Danilo Švara    | Oton Župančič                            | dec. 1946     |
| 1940-43 | Ekvinokcij         | Marjan Kozina   | Marjan Kozina, Marija Kozina             | 2. maj 1946   |
| 1947    | Krst pri Savici    | Matija Tomc     | Zorko Simčič                             | 1992          |
| 1954    | Slovo od mladosti  | Danilo Švara    | Ljuba Prenner                            | 1954          |
| 1971    | Cortesova vrnitev  | Pavel Šivic     | Andrej Hieng                             | 20. mar. 1974 |
| 1992    | Krpanova kobila    | Jani Golob      | Ervin Fritz                              | 3. okt. 1992  |
| 1999    | Medeja             | Jani Golob      | Vinko Möderndorfer                       | 19. feb. 2000 |
| 2010    | Ljubezen kapital   | Jani Golob      | Vinko Möderndorfer                       | 27. jun. 2012 |

## Seznam operet
| Leto | Naslov | Skladatelj      | Libreto                            | Premiera    |
| ---- | ------ | --------------- | ---------------------------------- | ----------- |
| 1864 | Tičnik | Benjamin Ipavec | Mihael Lendovšek, Bogoslav Rogački | 4. feb 1866 |